# Rasmus Kloster Bro
Pour les articles homonymes, voir Bro.
Rasmus Kloster Bro, né le 15 novembre 1985 à Sennels (Thy), est un réalisateur et scénariste danois.

## Filmographie partielle
- 2009 : Ensom er noget man er for sig selv (court métrage)
- 2010 : Kys min bror (court métrage)
- 2011 : Liv (court métrage)
- 2012 : Barvalo (court métrage)
- 2018 : Exit (Cutterhead)

## Récompenses et distinctions
- (en) Rasmus Kloster Bro: Awards, sur l'Internet Movie Database